# До Тхи Хай Йен
До Тхи Хай Йен (вьет. Đỗ Thị Hải Yến; 1 октября, 1982, Бакнинь) — вьетнамская киноактриса. Лауреат Премии «Спутник» за лучшую женскую роль второго плана и других различных наград.

## Фильмография
| Год  |   | Русское название                              | Оригинальное название   | Роль  |
| ---- | - | --------------------------------------------- | ----------------------- | ----- |
| 2000 | ф | Вертикальный луч солнца                       | Mùa hè chiều thẳng đứng | Муи   |
| 2002 | ф | Песнь аиста                                   | Vũ khúc con cò          | Хоай  |
| 2002 | ф | Тихий американец                              | Người Mỹ trầm lặng      | Фыонг |
| 2006 | ф | История Пао                                   | Chuyện của Pao          | Пао   |
| 2009 | ф | По течению                                    | Chơi vơi                | Зуен  |
| 2010 | ф | Бесконечные луга                              | Cánh đồng bất tận       | Шионг |
| 2015 | ф | Большой отец, маленький отец и другие истории | Cha và con và...        | Ван   |